# 阮慕韩
阮慕韩（1902年—1964年4月2日），原名阮铭琦，男，河北省怀安县柴沟堡镇人。中华人民共和国政治人物。

## 生平
祖父阮维熊曾任清朝四品官，支持维新变法，主张教育救国，辞掉官职，回乡办学。在柴沟堡，阮维熊先后办起了四所学堂。
阮慕韩18岁时考入通县潞河中学。1924年中学毕业后赴日本留学，攻读法学专业。曾在留日学生中组织“社会主义科学学习会”。1931年3月，阮慕韩从日本庆应大学毕业回国。
1931年秋回国后在北平中法大学、国立北平大学法商学院、1932年任天津河北省立法商学院(即原法政专门学校)法律系讲师，教法学、日语。1931年10月经鲁仲平介绍加入中国共产党。和杨秀峰、张友渔等平津文化名人一起办刊物，在知识界宣传抗日救国。为中共北方特科成员，上线领导周怡（北平陆军军医学校毕业，抗战时曾任八路军驻重庆办事处处长），主要任务是做文化教育界上层人士的统战工作，并为特科的地下工作提供掩护。北方局特科天津负责人南汉宸通过阮慕韩(法商学院法律系讲师)、杨秀与河北省立法商学院院长杨亦周建立工作关系。中共通过杨亦周向该学院派遣温健公(经济系讲师)、何松亭(商学系讲师)、陈志梅(陈伯达化名)、闻久之(辅导课主任)、连以农(附设高职辅导主任)、黄松龄、徐冰等任教授或讲师，通过讲课和组织各种学会(如经济学会、政治学会、法学会等)向青年学生传播马列主义，宣传中国共产党抗日救国主张，揭露国民党的不抵抗主义，发动学生进行抗日救亡运动，从而贯彻了中国共产党的路线、方针、政策。这一时期，天津各校抗日救亡运动高涨，法商学院的师生是起了带头推动作用的，特别是在“一·二九”运动中，法商学院成为天津大、中学校的旗帜。1933年在北平的三道栅栏胡同选择了一处较为僻静的四合院，作为地下工作联络点。北方局许多重要会议都曾在此秘密召开。1934年11月7日，北京特科成员李光伟、杨青林、刘子奇、袁国振、陈红、鲁克明、冀丕扬、贺善培、宋兰坡、陈东阜、阮慕韩、沈一平、佟子实、李雪飞、姚文秀、冀文广、龙殿林、贺林、郝任夫、李澄之、隋灵壁、王慎明（王恩华）等20余人突然全部被逮捕。阮慕韩在狱中没有暴露自己的共产党员身份，拘留32天后被保释出狱。出狱后，阮慕韩继续从事地下工作。由于阮属于北方特科，因此一直和上海中央局军委保持了组织联系。1934年杨秀峰结束在法国留学离开巴黎经日本转道返回天津，遇到徐冰和李楚离，但未能解决组织问题，后来在北平遇到阮慕韩才解决，并在阮领导下，作平津文化界和教育界上层知识分子的工作。1935年北平学生发动“一二·九”抗日救国大游行后，阮慕韩、杨秀峰通过法商学院学生庄金林（后改名庄林），以天津法商学院救亡学生名义发起串联南开大学、北洋工学院，开了一次会，介绍北平发生“一二·九”运动的情况，并商定在12月18日共同走上街头形成了天津“一二·一八”学生抗日救国大游行。游行结束后，阮慕韩、杨秀峰通过庄金林与各校协商，12月28日正式宣告成立天津市学生联合会，并加入“平津学联”。后天津地下市委李鐵夫（朝鲜籍）派法商学院党员学生朱纪章（后改名朱光）建立了天津学联的党团。1936年1月29日，“平津学联”、“北平文化界救国会”、“北平妇女界救国会”发起组织“华北各界民众救国会”。1936年4月，“天津学联”改名为“天津学生救国联合会”发起组建了“天津各界救国会”。受阮慕韩派遣，“天津学生救国联合会”代表庄金林赴上海、无锡参加重新成立中国学生救国联合会（被追认为“全国学联”第十一次代表大会）及全国各界救国联合会成立大会。
1937年卢沟桥事变后，离开北平赴晋察冀。1937年9月任第二战区战地动员委员会委员兼晋绥游击军政治部长、八路军冀中军区司令部秘书长。1940后在华北大学法政研究室任主任。还曾任中共北方局通讯联络部长、1943年任晋察冀边区参议会秘书主任等职。1944年到延安参加了延安整风。
1945年抗战胜利后任察哈尔省高等法院院长，驻宣化。原本出身于柴沟堡世家大地主的阮慕韩与其叔父1946年7月23日在柴沟堡召开了主要由阮家佃户参加的群众大会，宣布“甘愿无条件将祖遗土地三千六百多亩还田于父老，并报请第六专员公署会同农会分配给无地和少地的父老”，同时还将家中珍贵物品包括千百件皮毛、绸缎、金银手饰和玉器以及农具数百件、粮食三万多斤全部交给当地农会，分与贫困农民。《解放日报》和《晋察冀日报》都头版头条报道并为此发表社论《阮慕韩献地》。1947年底任石家庄市人民法院院长。阮家宅院“聚英堂”，占地1700多平方米的五进院，房舍有53间，“还田于民”后，这个宅院无偿给怀安县政府改做学校，五十年代初转由县公安局作为办公用房，2006年底县公安局搬迁。
1949年9月出任呼和浩特市长、市委副书记，在这一岗位上工作13年直至病重不起。
1964年，因患直肠癌到北京就医，获知为绝症后坚决返回呼和浩特，于4月2日逝世。1986年骨灰从呼和浩特迁葬家乡怀安县。

## 家人
子女七人。
- 大女儿阮若珊（1921-2001年11月18日），1936年2月参加中华民族解放先锋队。1938年参加八路军第一二九师。1939年入党。1940年随抗大一分校文工团赴山东敌后，在费县采集创作了《沂蒙山小调》。抗战胜利后随部队赴东北，任辽东军区文工团教导员兼创作员、演员。1949年后任中南军区部队艺术学院戏剧系主任、中南军区战士话剧团团长、南京军区前线话剧团团长（准师级）。1958年转业到中央戏剧学院历任导演系教师、副教授、系负责人、院党委副书记、副院长等职。 
  - 阮若珊的丈夫黄宗江，1957年结婚。
- 二女儿阮若琨：1946年入张家口东山坡的华北联合大学法政学院财经系第四组学习。后改学医。五十年代任北京积水潭医院眼科主治医师。[5]
- 三女儿阮若琳（1929-2010年）：1945年5月入党。1945年5月24日结婚。[6]曾任中央电视台副台长、中国电视艺术家协会副主席，创办并担任中国电视剧制作中心主任。 
  - 阮若琳丈夫刘世昌，回族，中国人民解放军空军开国少将。曾任中国人民解放军空军副政委。
  - 阮若琳长子刘捷音，1949年1月1日生于法库县天主教堂。上山下乡，后又当兵，1978年进京，在民航总局国际司工作，1978年到1985年被民航总局派遣到瑞士航空公司驻华代表处任站长助理和总经理秘书。1985年参与创建中国联合航空公司。1992年参与创建新华航空公司任副总经理。2001年新华航空被海航集团吞并后改任海航酒店集团副总、燕京饭店董事长。[7]2004年5月从海航集团离职，下海创办奥凯航空公司任总裁。[8]
- 四女儿阮若瑛（1931年-）：1946年在张家口市立中学读高中。1953年调入中宣部办公室任机要秘书。[9]1966年发表《珍贵的历史资料：周扬颠倒历史的一支暗箭——评鲁迅全集第六卷的一条注释》文章。[10]后在中央党校工作。
  - 阮若瑛丈夫阮铭，曾任中共中央党校理论研究室副主任，后被开除中共党籍，移居美国、台湾。
- 长子阮崇武（1933年-）：1957年毕业於莫斯科汽车机械学院机械系。公安部长、国家科委副主任、劳动部长，海南省委书记兼海南省长
- 次子阮崇德（1934年11月-）1947年在晋察冀边区平山县参加革命。1953年被选派莫斯科包曼高等工业学院留学，1960年回国，任国防部第五研究院、第七机械工业部高级工程师，运载火箭技术研究院控制系统总体室主任、航空航天工业部仿真工程副总工程师、计算机与通信工程副总工程师、运载火箭研究院CAD与通信工程总工程师。1983年由航空航天工业部派驻深圳，任万源电器设备有限公司总经理兼深圳精密模具公司总经理、深圳先科激光电机有限公司总经理兼深圳市光学行业协会会长、北京市欧密电器设备公司法定代表人、深圳天保电器有限公司法定代表人、深圳市万吉精细化工有限公司等公司法定代表人等。
- 三子阮崇智（1937年-）：1948－1953年晋察冀边区联中、北师大附中学习。1954—1959年莫斯科门捷列夫化工学院化学工程系42教研室学习，全优毕业。回国后在国防部第五研究院一分院六室从事固体推进技术任三组组长。1982年航天四院四十一所副所长。1989年航天四院副院长，某重点型号副总设计师。1996年航天四院科技委副主任，航天总公司科技委常委。2002年退休后被四院返聘在院科技委做咨询工作。[11]专著《现代固体推进技术》西北工业大学出版社2007年出版。